# ترتیزک خوک دوقلو

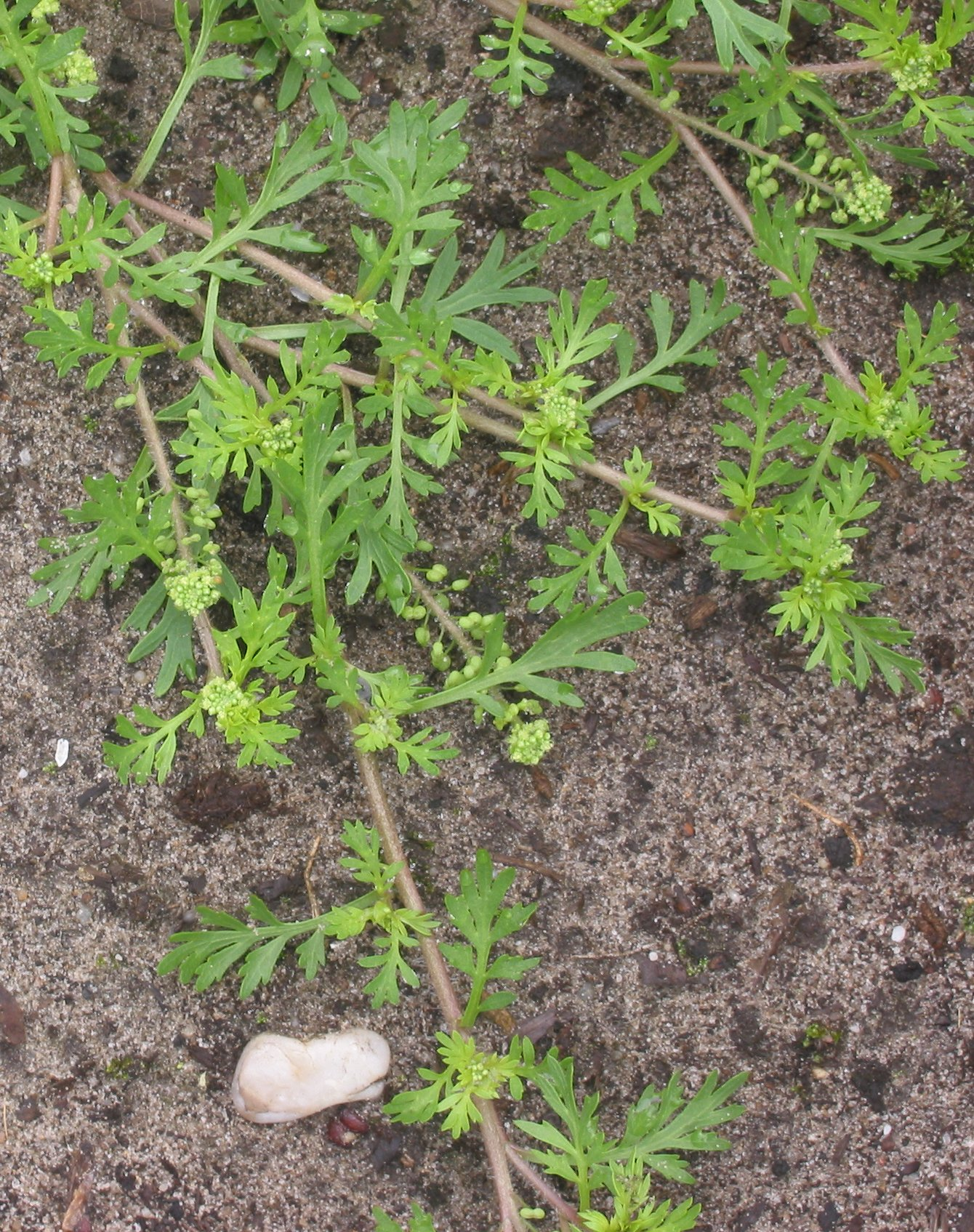
بخشی از گیاه Coronopus didymus

ترتیزک خوک دوقلو، پاتاج دوقلو (نام علمی: Lepidium didymum) مترادف (نام علمی: Coronopus didymus) یک گونه از سرده ترتیزک خوک است. 